# Naturpark Balgarka
Der Naturpark Balgarka (Bulgarisch, Природен Парк Българка) ist ein bulgarischer Naturpark an der nördlichen Seite des Balkangebirges (Stara Planina). Er umfasst ein Gebiet von knapp 22.000 Hektar zwischen den Städten Gabrowo und Trjawna.
Die Region liegt am Übergang des Zentralbalkan zu deutlich niedrigeren Hängen des Gebirges. Das Gebiet ist durch eine große Unterschiedlichkeit des Terrains gekennzeichnet. Dadurch ist es Heimat einer sehr diversen Flora und Fauna. Darüber hinaus gibt es im Bereich des Naturparks viele geschichtlich interessante Stätten.
Das Gebiet wurde aufgrund seiner historischen und biologischen Bedeutung am 9. August 2002 als Naturpark ausgewiesen.

## Fauna
Zoologisch gesehen liegt der Park in der europäischen Balkanregion.
Viele Wildtiere, wie der eurasische Wolf, Füchse, der Goldschakal, der Europäische Braunbär, Wildschweine, Rothirsche, Rehe, Hasen, der südliche Weißbrustigel, Eichhörnchen, Dachse, Nerze leben in den Wäldern des Bulgarka Park. Unter den Vögeln der Region sind der Steinadler, die Turmfalken, Felsentauben, Buntspechte, Schwarzspechte, Grünspecht, der Kuckuck, der Mäusebussard, verschiedene Eulen, die Bachstelzen, Turteltauben, Eichelhäher, Elstern, Amseln, Stare, Nachtigallen, Pirole und Kohlmeisen erwähnenswert.
Unter den Reptilien der Region finden sich drei Schlangenarten ebenso wie Eidechsen. An Amphibien gibt es mehrere Froscharten und Salamander, wirbellose Schnecken und weiterhin viele verschiedene Insekten. Fische der Region sind unter anderem Forellen.

## Flora

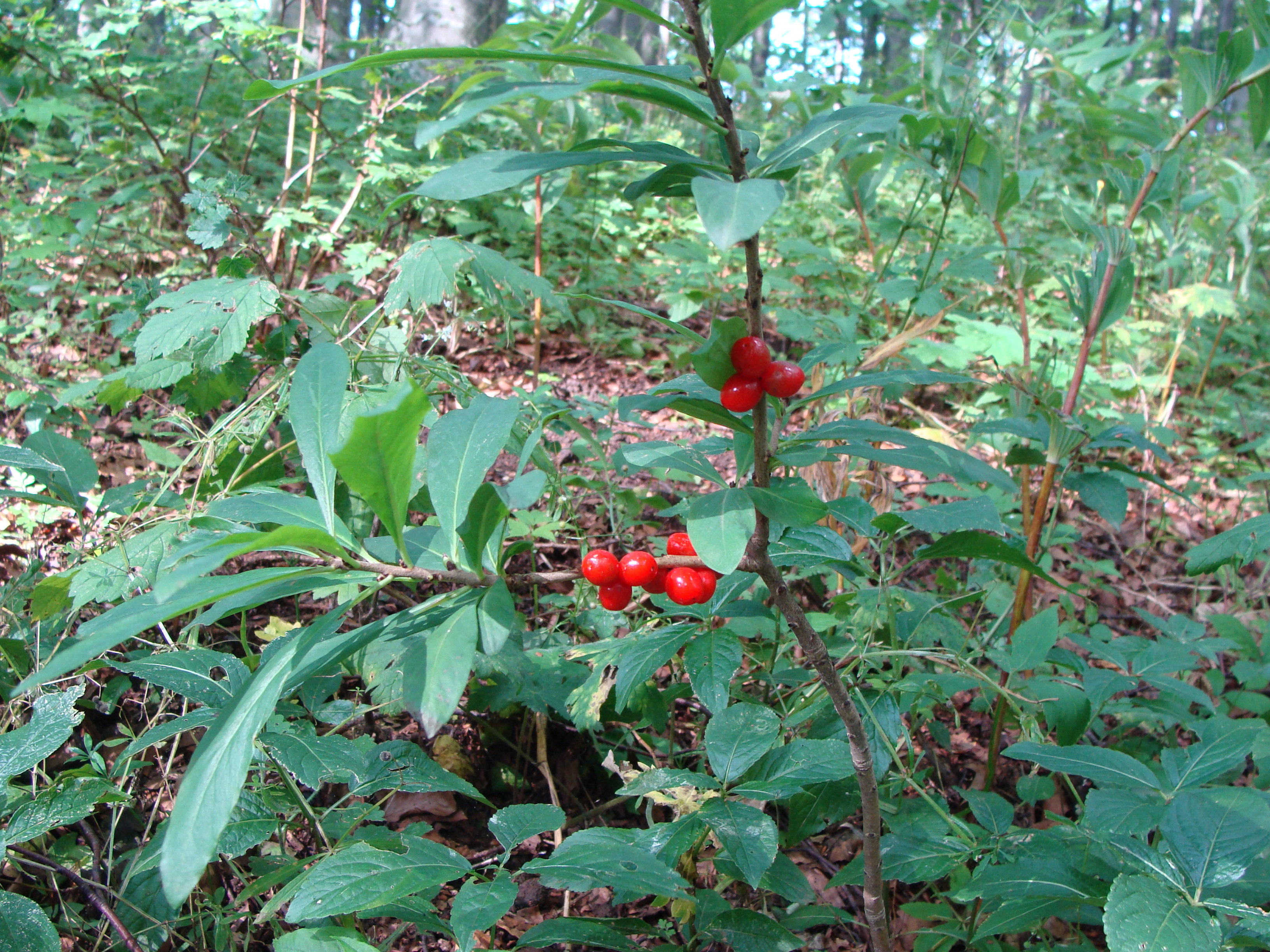
Seidelbast im Naturpark Balgarka

Etwa 80 % des Gebietes des Naturparks sind von Wald bedeckt, das entspricht 17,461 Hektar. Verschiedene Buchenarten bilden den Hauptteil des Baumbestandes. Daneben findet man Eichen, Hainbuchen,  Linden, Ulmen, Akazien, Pappeln, Ahorne, Eschen, Vogel-Kirschen, Birken und andere Baumarten. An Nadelbäumen wachsen in dem Gebiet des Naturparks unter anderem verschiedene Kiefernarten, Fichten und Tannen. Nacktsamige Pflanzen bedecken etwa 0,6 Hektar des Parkgebietes.
Mindestens 360 Pflanzenarten, darunter 31 gefährdete oder stark gefährdete Arten, unter anderem Eiben, Gesneriengewächse und bulgarische Orchideenarten,  wachsen auf dem Gebiet des Naturparks. Da der Naturpark vergleichsweise jung ist liegt allerdings noch keine endgültige Liste aller vorhandenen Arten vor.
Diese Diversität der Fauna kommt in Bulgarien nur in diesem Gebiet vor und macht den Park zu einem schützenswerten Habitat. Innerhalb des Naturparks Balgarka gibt es einzelne Bereiche, die deshalb einen höheren Schutzstatus haben. Knapp 70 % der offiziell anerkannt medizinisch wirksamen Pflanzen in Bulgarien sind im Naturpark Balgarka heimisch.

## Kulturerbe
Auf dem Gebiet des Naturparks Balgarka befinden sich bedeutende kulturhistorische Stätten, wie der Schipkapass, das Kloster Sokolski, das Kloster Drjanowo, sowie das Freilichtmuseum Etar.

## Tourismus
Das Wintersportgebiet Usana befindet sich im Balgarka Naturpark. Seit den 1930er Jahren werden die hochgelegenen Bergwiesen in diesem Bereich touristisch genutzt. Es gibt dort 15 Hotels, die ganzjährig geöffnet sind.

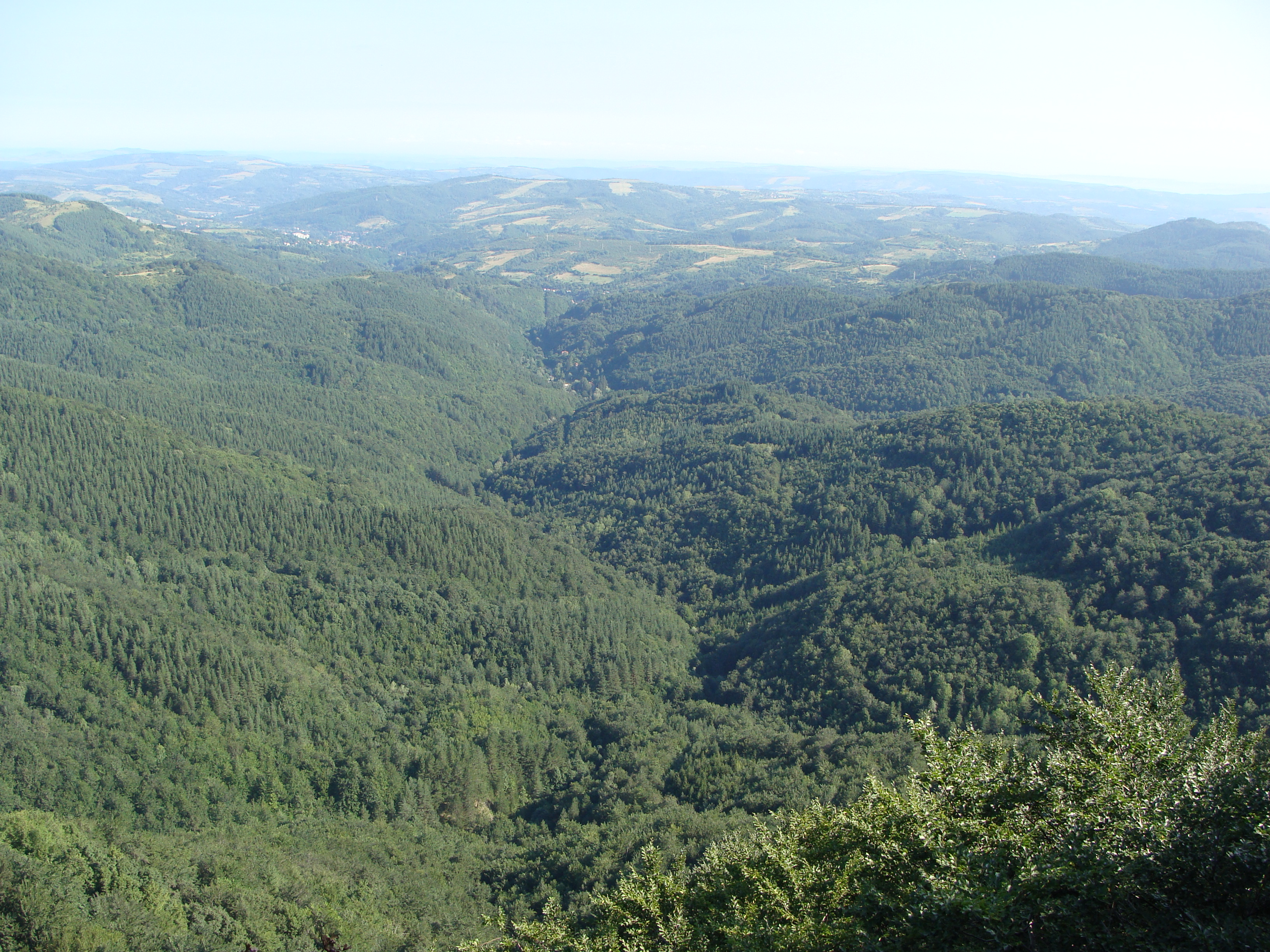
Naturpark Balgarka
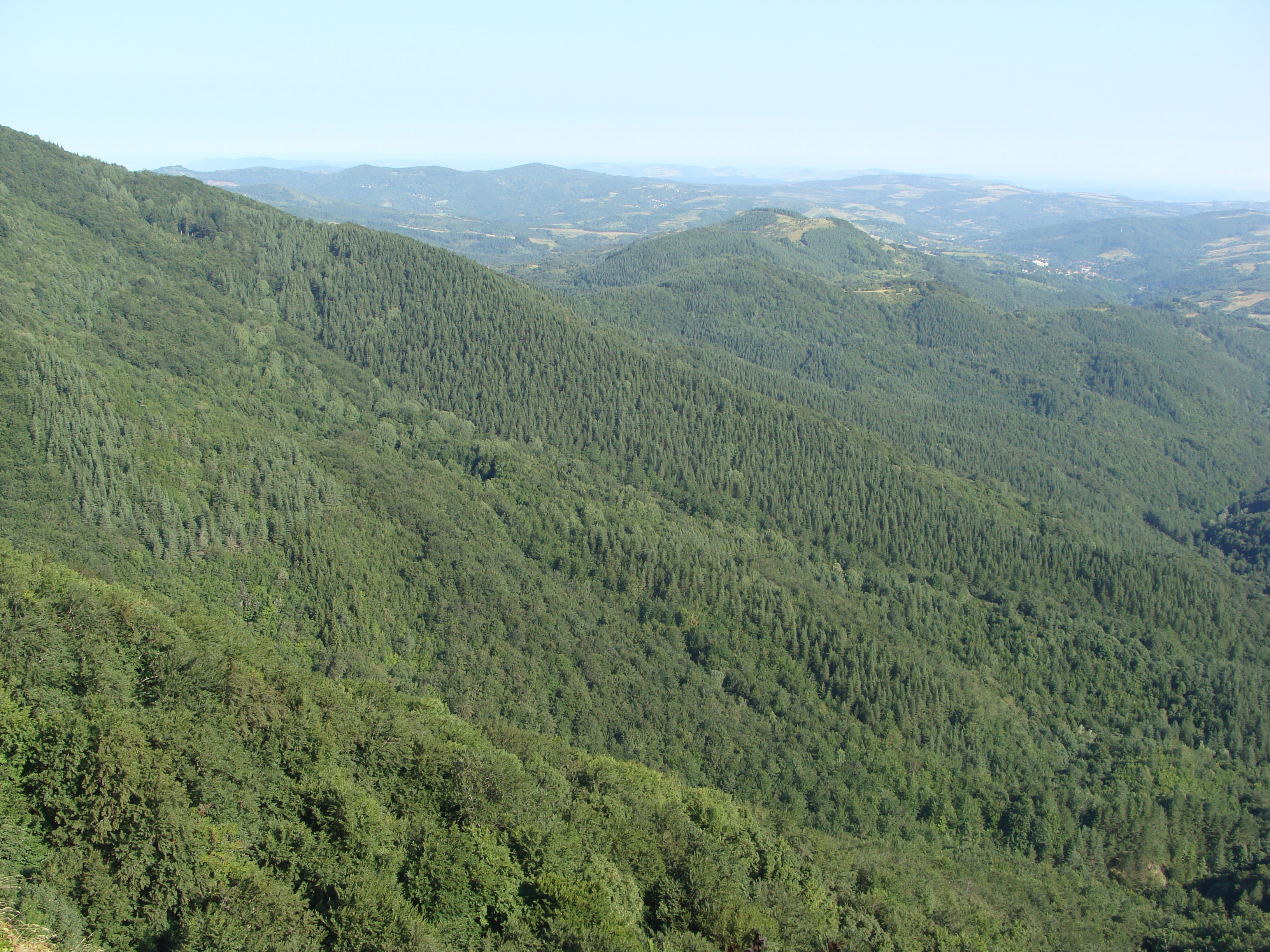
Naturpark Balgarka
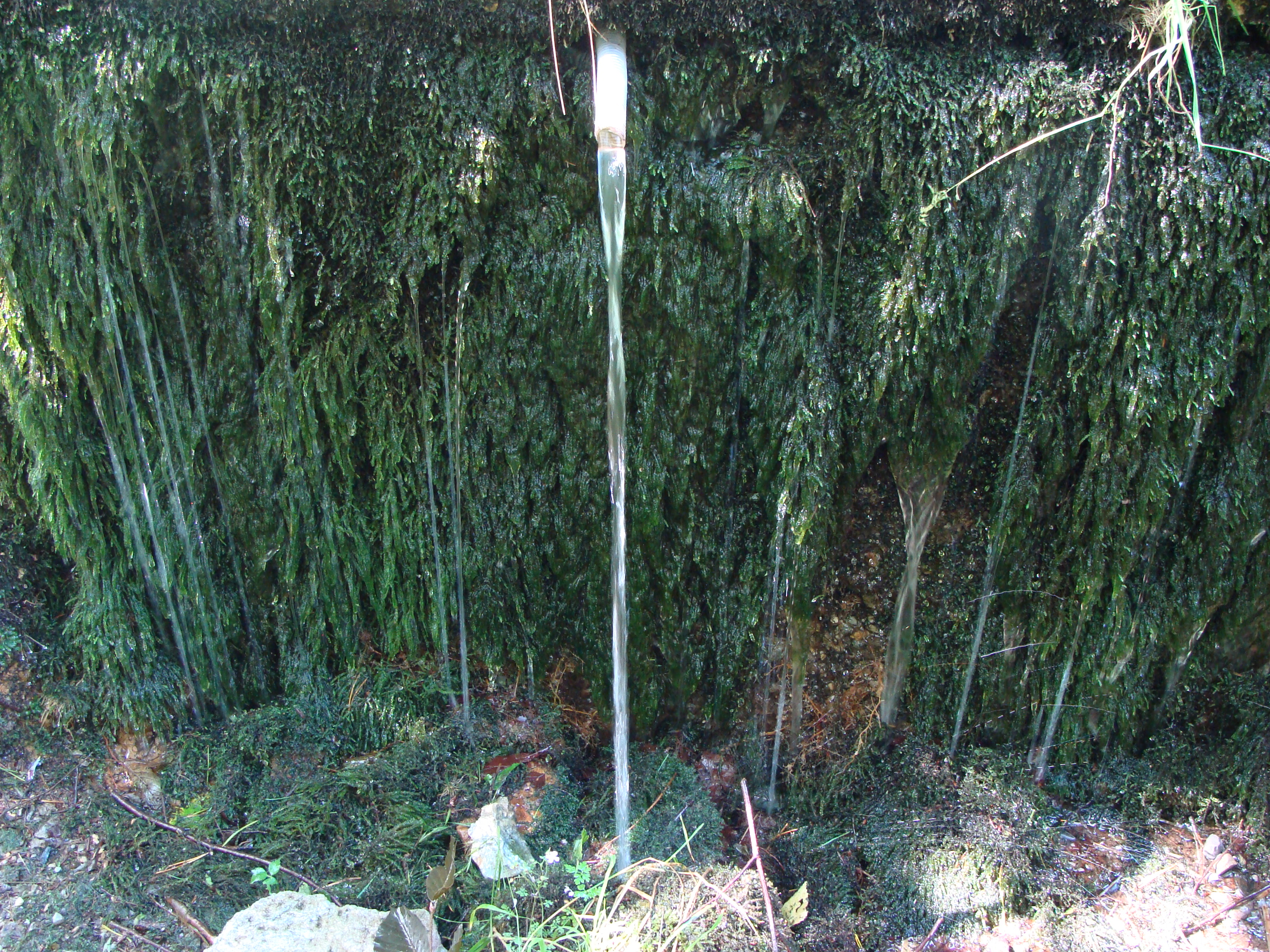
Waldquelle im Naturpark Balgarka
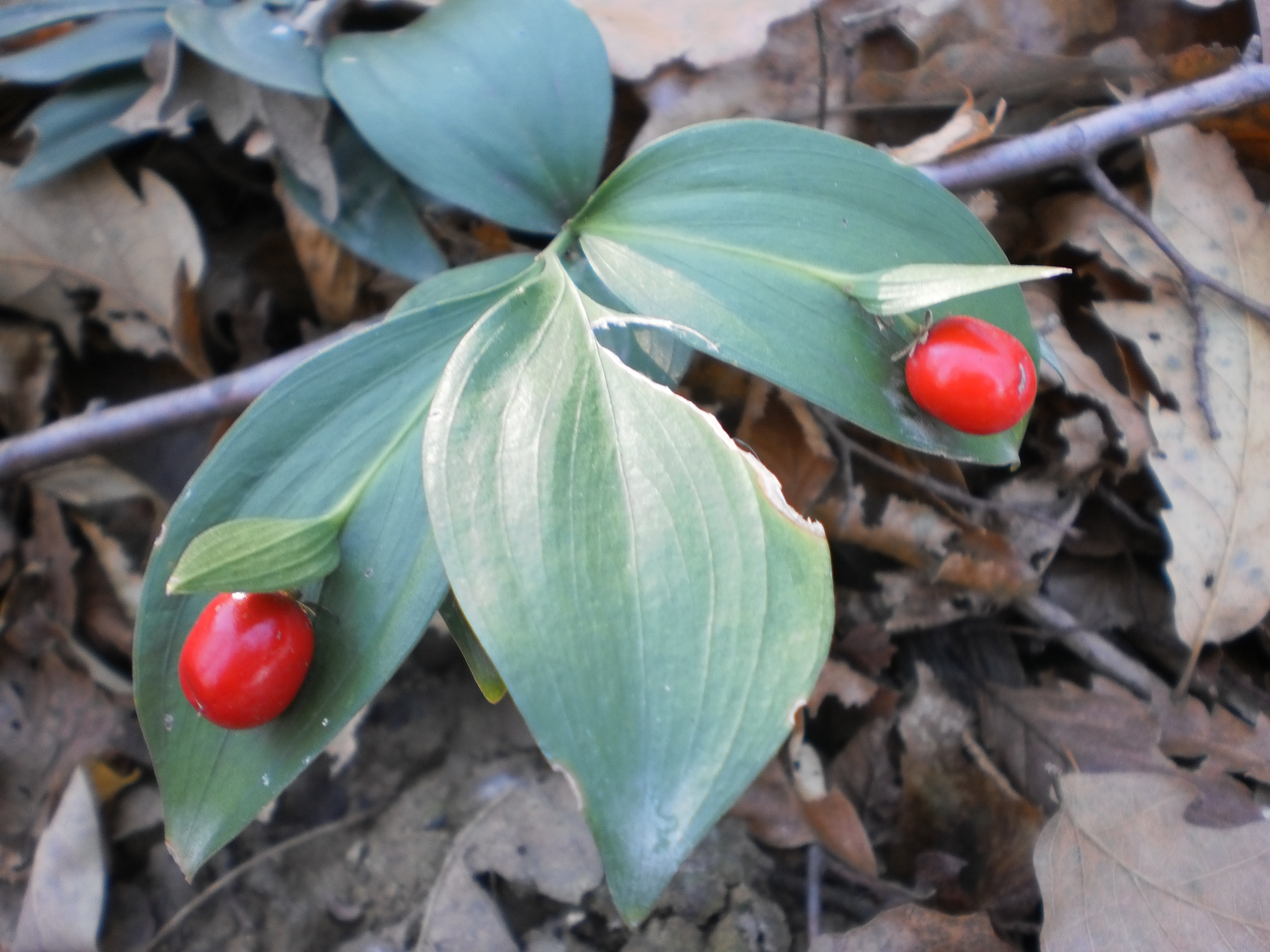
Ruscus hypoglossum L., geschützte Pflanze in einem Wald nahe Gabrovo.